# Betrayal (Arrow)
Betrayal es el decimotercer episodio de la primera temporada de la serie estadounidense de drama y ciencia ficción, Arrow. El episodio fue escrito por Lana Cho y Beth Schwartz, y dirigido por Guy Bee y fue estrenado el 6 de febrero de 2013 en Estados Unidos por la cadena CW. En Latinoamérica, Warner Channel estrenó el episodio el 25 de febrero de 2013.
Cuando Cyrus Vanch, un infame criminal es liberado, desea volver a tomar el control de la ciudad, pero antes debe asegurarse de eliminar al encapuchado para afianzar su posición como líder del inframundo. Mientras tanto, Oliver le muestra a Moira la lista de su padre y comienza a hacerle preguntas sobre los nombre que la conforman, Thea comienza su pasantía al lado de Laurel y el Detective Lance comete un error que pone a su hija en la mira de Vanch.

## Argumento
Oliver enfrenta a su madre sobre de la lista de nombres, pero ella niega tener conocimiento acerca de ello. Diggle no se fía de Moira y decide mirar en sus actividades diarias. Laurel cuenta con la ayuda del Vigilante cuando criminal Cyrus Vanch es liberado de la cárcel por un tecnicismo. Mientras tanto, Oliver tiene recuerdos de su tiempo en la isla, donde conoce Slade Wilson, un agente de inteligencia australiano que llegó a la isla para liberar a Yao Fei.
Oliver adquiere evidencia de que podría poner Vanch nuevamente tras las rejas, pero Vanch descubre que el Vigilante está tras él y secuestra a Laurel en un intento de matarlo y tomar el liderazgo sobre las pandillas de la ciudad. El detective Lance y el Vigilante trabajan juntos para salvar Laurel, mientras Lance descubre que Vanch tiene contactos en la policía y así fue como se enteró de que Laurel trabaja con el Vigilante. El par salva a Laurel, y Oliver impide que Lance asesine a Vanch como venganza por el secuestro de su hija. Para proteger a Laurel, Oliver decide que ya no puede tener contacto con el Vigilante.
Diggle presenta evidencia a Oliver de que su madre está conectada al grupo que busca acabar, y que también sabía que el yate de su padre fue saboteado y guardó para sí misma. En respuesta, Oliver decide interrogar a su madre de nuevo, pero esta vez como el vigilante.

## Elenco
- Stephen Amell como Oliver Queen.
- Katie Cassidy como Dinah Laurel Lance.
- Colin Donnell como Tommy Merlyn.
- David Ramsey como John Diggle.
- Willa Holland como Thea Queen.
- Susanna Thompson como Moira Queen.
- Paul Blackthorne como el detective Quentin Lance.

## Continuidad
- Este episodio marca la primera aparición de Slade Wilson y Frank Pike.
- Este episodio marca hasta ahora la única aparición de Cyrus Vanch.
- Malcolm Merlyn fue visto anteriormente en Trust but Verify.
- Lucas Hilton fue visto anteriormente en Muse of Fire.
- Cyrus Vanch revela que El Vigilante usa 24 flechas.

## Desarrollo

### Producción
La producción de este episodio comenzó el 16 de noviembre y terminó el 26 de noviembre de 2012.

### Filmación
El episodio fue filmado del 27 de noviembre al 6 de diciembre de 2012.

### Casting
El 27 de noviembre se dio a conocer que David Anders fue contratado para interpretar a Cyrus Vanch, un exconvicto que retoma su carrera criminal.

## Recepción

### Recepción de la crítica
Noel Kirkpatrick de TV.com comentó: "En muchos sentidos, Betrayal me recordó a An Innocent Man, un episodio que no me gustó especialmente porque el caso de la semana fue subdesarrollado, donde la trama de nuestro villano fue un cliché (y una pérdida real de un actor que interpreta muy bien a una amenaza). Me gustó la fe de Oliver en Moira, que además resultó en lo que fue probablemente uno de los momentos más dramáticos y asombrosos de la serie mientras Oliver irrumpe en el edificio de Queen Consolidated para tener una "plática" con Moira, y le dice: "¡Le has fallado esta ciudad!", mientras le apuntaba con una flecha. Esa línea nunca me ha convencido, pero me gustó aquí porque se le dio un poco de peso a esa línea tonta".
Paloma Garrón de TodoSeries.com, calificó al episodio con cuatro estrellas, diciendo: "Siguiendo la línea de títulos altamente descriptivos de Arrow, esta vez tenemos un episodio repleto de mentiras y decepciones para todos. Está claro que Oliver Queen no se puede fiar de nadie. Quizá sólo Diggle sea digno de confianza en la vida de Oliver. Este paralelismo entre los Lance y los Queen me ha gustado. Mientras que la madre de Oliver es en realidad mucho peor que el Detective, Laurel ha sido mucho más asertiva en su actitud con él, mientras que Oliver estaba dispuesto a perdonarla (a Moira) y creer sus historias, quizá porque una parte de él sigue siendo el Oliver blando y confiado de antes de la isla, pero Laurel cambió completamente tras la traición de su hermana. Los flashbacks de esta semana nos han dado una buena pista de cómo pasó Oliver a ser lo que es. Siguiendo las instrucciones de Yao Fei llega a un avión abandonado donde se esconde Slade Wilson. Me ha gustado el personaje y creo que la elección del actor es muy acertada, porque Manu Bennett tiene una presencia física que hace muy creíble cualquier escena de acción. Ya que estamos con las elecciones de casting, me ha parecido una pena el poco jugo que le han sacado a David Anders, un actor que borda los personajes oscuros o directamente malvados y que apenas ha tenido 3 frases".
Jesse Schedeen, de IGN calificó al episodio de grandioso y le otorgó una puntuación de 8.1, comentando: "Betrayal fue otro episodio de Arrow afectado por un pésimo y poco desarrollado villano que era más trama que personaje. Pero entre el drama que estalló entre las familias Lance y Queen y el debut de otro villano más fuerte (si se puede llamar así) en la forma de Slade Wilson, el daño de Vanch fue mitigado en su mayor parte".

### Recepción del público
El episodio fue visto por 2.96 millones de espectadores, recibiendo 1.0 millones entre los espectadores entre 18-49 años.